# Џеф Скинер
Џефри Скот Скинер (енгл. Jeffrey Scott Skinner — Торонто, 16. мај 1992) професионални је канадски хокејаш на леду који игра на позицијама левокрилног нападача.
Члан је сениорске репрезентације Канаде за коју је на међународној сцени дебитовао на светском првенству 2011. године. Једину медаљу са сениорском репрезентацијом освојио је на СП 2017. када су Канађани заузели друго место.
Учествовао је на улазном НХЛ драфту 2010. када га је као 7. пика у првој рунди одабрала екипа Каролина харикенса. За Харикенсе је дебитовао већ следеће сезоне, а како је у својој дебитантској сезони постигао чак 31 гол и 32 асистенције додељен му је Калдеров меморијални трофеј намењен најбољим дебитантима у сезони.